# Corinaldo
Corinaldo är en ort och kommun i provinsen Ancona i regionen Marche i Italien. Kommunen hade 4 927 invånare (2018).
Corinaldo är helgonet Maria Gorettis (1890-1902) födelseort.